# Canal du Midi
Il canal du Midi (in italiano canale del Mezzogiorno) è un canale artificiale francese lungo 241 chilometri che collega il fiume Garonna al mar Mediterraneo, tra le città di Tolosa e Sète. Con il canale della Garonna, che collega Tolosa a Bordeaux, costituisce il canal des deux mers ("canale dei due mari"), offrendo una via navigabile ininterrotta tra Bordeaux e Sète, ovvero dall'oceano Atlantico al mar Mediterraneo.
Dal 1996 fa parte del patrimonio dell'umanità dell'UNESCO. Originariamente chiamato Canal Royal en Languedoc (in italiano canale di Linguadoca) poiché nel XVII secolo Tolosa era considerata la città capoluogo dell'antica provincia della Linguadoca, fu in seguito ribattezzato Canal du Midi dai rivoluzionari nel 1789. Fu considerato dai suoi contemporanei come il più grande cantiere francese del XVII secolo.

## Storia

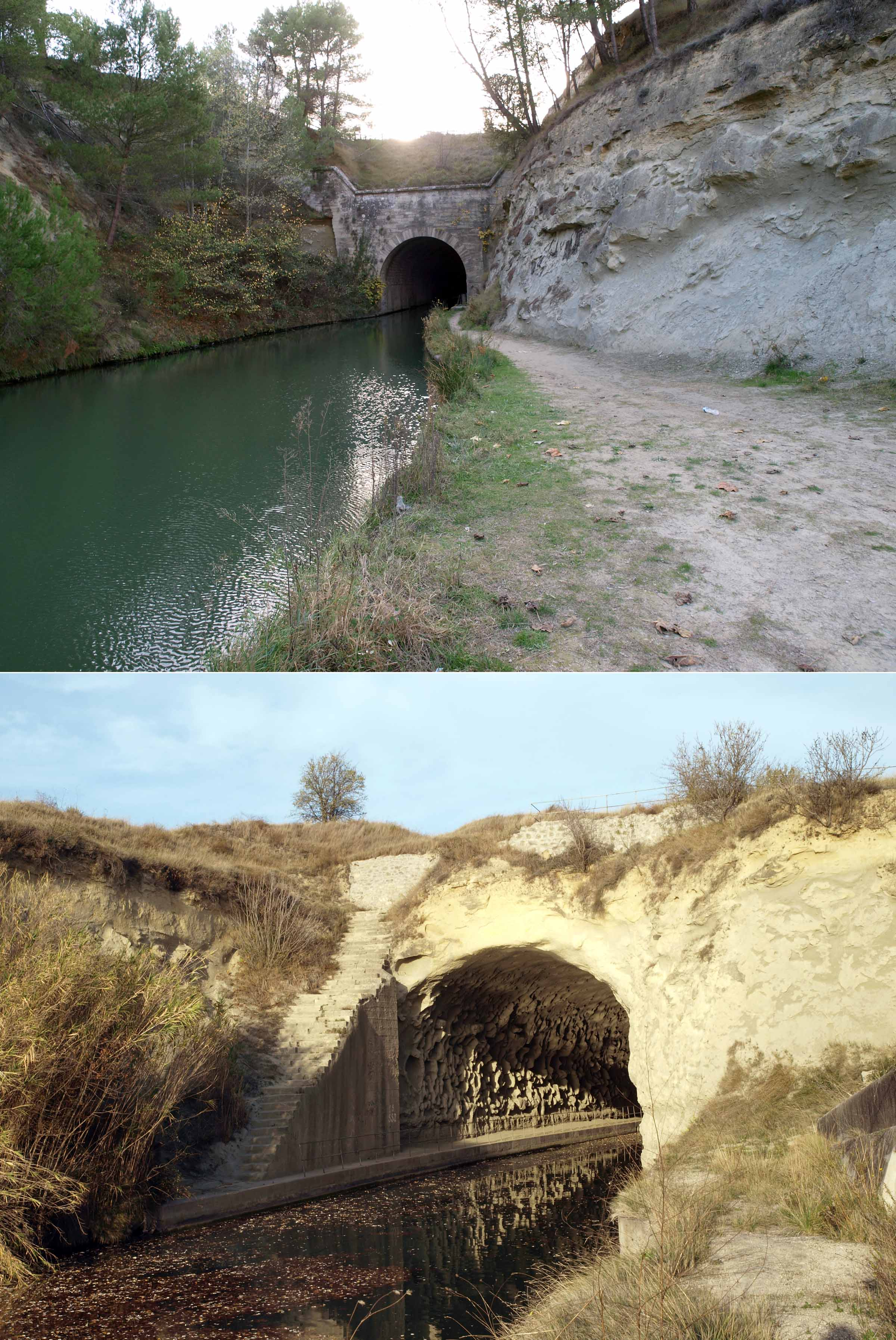
La prima galleria costruita per permettere il passaggio di un canale artificiale, a Malpas

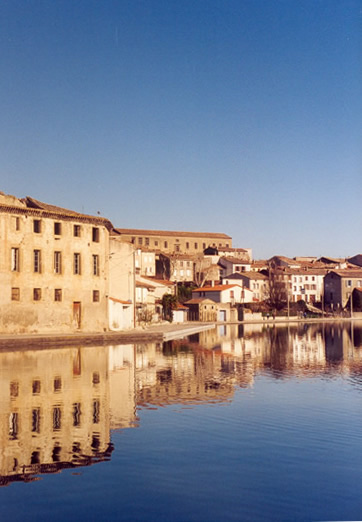
Il canale nei pressi di Castelnaudary, qui si trova uno dei due porti che accedono al canale

Mappa del percorso del canale, con il canale della Garonna

Il commercio di frumento nel XVII secolo era fiorente e necessitava di infrastrutture per il trasporto delle merci. Per tale motivo Jean-Baptiste Colbert, controllore generale delle finanze di Luigi XIV (detto "il Re Sole") autorizzò la costruzione di un canale per favorire gli scambi commerciali evitando il passaggio obbligatorio attraverso lo stretto di Gibilterra. Colbert autorizzò la realizzazione dell'opera con il decreto reale dell'ottobre. Ideatore, promotore e progettista fu Pierre-Paul Riquet, precedentemente esattore delle imposte, francese nato a Béziers, che diresse i lavori, iniziati appunto nel 1666 e terminati nel 1681.
Tuttavia Riquet non fu il primo a lavorare su questo progetto: abbiamo documenti che testimoniano come tale idea fosse stata contemplata da illustri politici ed amministratori fin dall'antichità quali Ottaviano Augusto, Nerone, Carlo Magno, e i re Carlo IX di Francia ed Enrico IV di Francia. L'ingegnere Nicolas Bachelier sottopose nel 1539 un proprio progetto agli Stati di Linguadoca. Nel 1598 questi Stati esaminarono anche la proposta di Pierre Reneau. Nel 1617 anche l'ingegner Pierre Aribat avanzò nuovamente la proposta scrivendo sempre agli Stati di Linguadoca.
Questi progetti furono però abbandonati perché non risolvevano il problema delle fonti a cui attingere per alimentare con sufficiente acqua il canale nel punto più alto del percorso che attraversava una zona storicamente asciutta. Tutti (Bachelier, Reneau, Aribat) proponevano di erigere alcuni incili sui fiumi dei Pirenei. Tuttavia l'impresa era considerata poco realistica e per questo tali progetti furono accantonati. Nel 1650 un ignoto ingegnere propose di attingere l'acqua a Cintegabelle che si affacciava sul fiume Ariège. Egli pensava di creare un canale non navigabile che portasse l'acqua nella località di Pech-David nei pressi di Tolosa. Alcuni dissentirono proponendo il Colle di Naurouze, situato ad un'altitudine maggiore rispetto a Tolosa: sarebbe quindi stato più facile far scendere l'acqua per pendenza. Ma anche questa proposta venne messa da parte: gli Stati di Linguadoca temevano che l'impresa fosse tecnicamente irrealizzabile e comunque troppo dispendiosa.
Nelle intenzioni originarie del XVII secolo la costruzione del Canal du Midi doveva collegare l'oceano Atlantico e il Mediterraneo, evitando quindi la lunga circumnavigazione della Spagna (all'epoca paese nemico) e il rischio di incappare in azioni di pirateria, permettendo di risparmiare un viaggio della durata di circa un mese.
L'opera fu inaugurata ufficialmente il 15 maggio 1681 con il nome di Canal Royal de Languedoc. Pierre-Paul Riquet finì in bancarotta per gli ingenti costi da lui sostenuti in prima persona dopo che le casse di Luigi XIV non poterono più fornire il sostegno necessario e morì nel 1680, pochi mesi prima dell'apertura del canale alla navigazione. La costruzione richiese l'opera di 12.000 operai per un periodo di 15 anni.
Le prestazioni di lavoro con regolare contratto, evitando il lavoro minorile, e con remunerazione molto più elevata di quella dei comuni lavori agricoli, provocarono un autentico sconvolgimento del bracciantato agricolo maschile e femminile della regione, tale da rendere necessaria una successiva diminuzione delle paghe con il loro riallineamento al normale livello, per evitare il completo blocco dei lavori agricoli.
Inizialmente il canale era utilizzato prevalentemente da chiatte a vela di piccole dimensioni con alberi facilmente abbassabili, ovvero anche trainate da uomini. Verso la metà del XVIII secolo, vennero utilizzati i cavalli per rimorchiare tali battelli fino all'avvento dei mezzi a vapore che iniziarono nel 1834. Nel 1838 furono registrate 273 navi sia per trasporto di merci che di passeggeri, e il suo utilizzo continuò fino all'avvento delle ferrovie nel 1857.
Nonostante tutto, il traffico commerciale durò fino al 1980, quando iniziò a diminuire rapidamente e cessando del tutto durante la siccità del 1989.
Oggi il canale è diventato una attrazione turistica e un luogo per il tempo libero, dove molte persone possono praticare diversi sport come canottaggio, pesca, ciclismo, o escursioni su chiatte di lusso come l'Anjodi. L'alzaia lungo il canale funge da pista ciclabile che collega Sète a Tolosa, ovvero a Bordeaux. Le biciclette possono essere noleggiate in diversi luoghi lungo il Canal du Midi. Il canale era arricchito da filari di platani maestosi su di ogni lato del canale. I 42.000 alberi, che risalgono al 1830, furono piantati per stabilizzare le banchine. Nel 2006 una infezione fece appassire e successivamente morire gli alberi. Circa 2.500 vennero distrutti a metà del 2011, momento in cui si è deciso che tutti sarebbero stati distrutti e sostituiti nel giro di 20 anni.

## Caratteristiche del canale

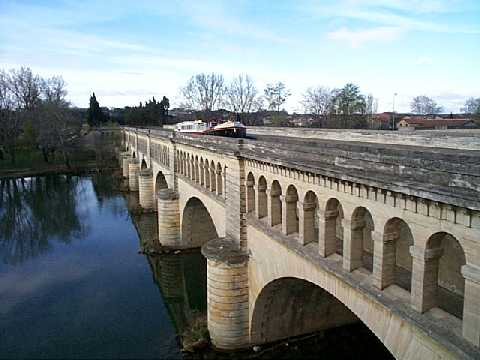
Ponte canale sul fiume Orb, presso Béziers

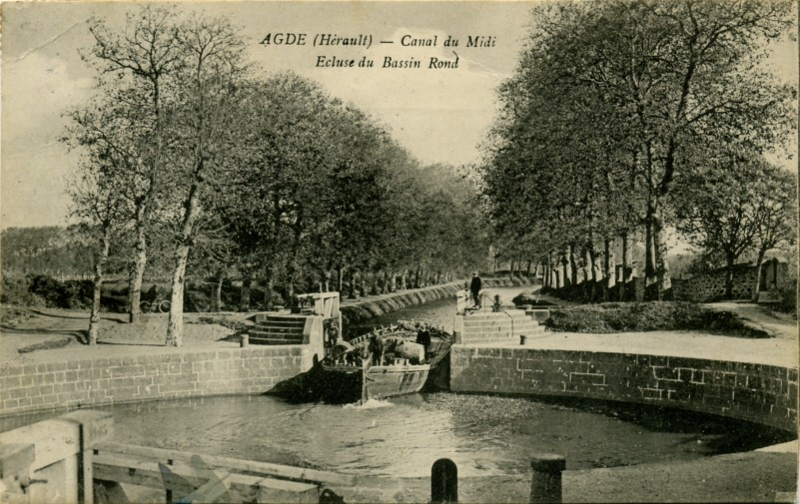
Foto storica (1900 circa) di una chiusa presso Agde

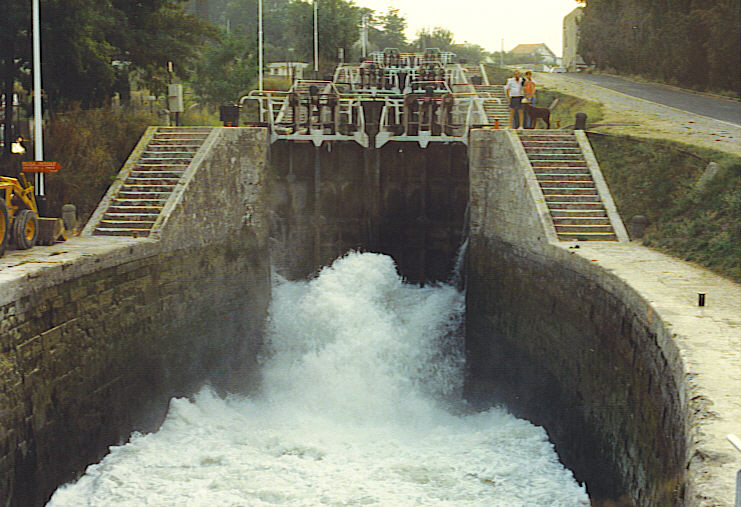
Le sette chiuse interconnesse di Fonséranes, vicino a Béziers

Il Canal du Midi ha 103 chiuse che servono a superare un dislivello totale di 190 metri. Considerando anche i ponti, le dighe, e un tunnel, il canale è costituito complessivamente da 328 strutture. La via d'acqua è lunga 240 chilometri, larga anche 15-20 metri e profonda 2. Le chiuse avrebbero dovuto essere modificate per rispettare lo standard della sagoma Freycinet, ma il costo di tali interventi era troppo elevato e non se ne fece nulla.
In corrispondenza della città di Béziers, il canale attraversa il fiume Orb tramite un ponte canale, in pratica un ponte portante il canale che scavalca il fiume. In totale furono costruiti sette ponti canali, sia per evitare il dislivello tra il canale e il corso del fiume, sia per evitare del tutto il corso d'acqua attraversato, considerato spesso troppo variabile e inaffidabile. Il canale, infatti, ha un proprio complesso sistema di accumulo e scorrimento delle acque, che assicura un flusso adeguato e costante.
La maggiore complessità del progetto fu quella di valutare l'idrografia naturale in base all'adeguata portata idrica e alla capacità di alimentare in modo sufficiente le opere idrauliche di accumulo e distribuzione delle acque in tutte le condizioni, rimanendo dentro precisi margini economici.
Il Canal du Midi comportò anche la costruzione del primo bacino artificiale finalizzato all'approvvigionamento di una via d'acqua: per questo scopo fu eretta una diga lunga 700 metri e alta 30 al di sopra del livello del fiume e con uno spessore di 120 metri alla base, costruita grazie al lavoro di centinaia di donne che portarono canestri pieni di terra nel luogo della costruzione.
Il progetto del canale prevedeva anche la costruzione del primo tunnel mai realizzato per permettere il passaggio di un canale, il tunnel di Malpas, una galleria lunga 173 metri, all'interno di una collina nei pressi di Nissan-lez-Enserune. Questo tunnel è considerato un simbolo dell'ostinazione di Pierre-Paul Riquet contro le avversità.
Quando fu costruito, il Canal du Midi fu considerato il più grande progetto idraulico della sua epoca, e ancor oggi viene visto come una grande realizzazione ingegneristica, tanto che nel 1996 fu inserito nell'elenco dei Patrimoni dell'umanità dell'UNESCO.